# ベン (映画)
『ベン』（Ben）は、1972年のアメリカ合衆国のサスペンス映画及び動物を扱ったパニック映画。『ウイラード』の続編にあたる作品だが、内容が大幅に変更され、少年とネズミの友情をテーマにした構成になっている。エンディングで流れるマイケル・ジャクソンの「ベンのテーマ」は、アメリカ本国及び日本でもヒットした。

## ストーリー
ウイラードの死体が家で発見された。状況から、ネズミに襲われて死んだものと判断され、続いてパトロール中の警官が襲われた。巡査部長のカートランドは市全域に非常線を張ったが、ネズミ達の行方は分からなかった。
その頃、ウイラードの家のすぐ近所に住んでいるダニーという少年が、家に入ってきた一匹の黒いネズミと出会っていた。病弱で友達がいないダニーにとって、そのネズミはかけがえの無い友達となったが、やがてダニーは、そのネズミが、警察から追われているベンであると知った。だがダニーは逆にベンたちにも生きる権利があると思い、母や姉のイブ、そしてカートランドにもベンの存在を隠し通した。ベンもその事を理解した様子で、ダニーだけは信頼していた。しかし、ベンを追う者たちの手は次第に伸びてきていた。

## キャスト
| 役名                     | 俳優                           | 日本語吹替   | 日本語吹替   |
| 役名                     | 俳優                           | テレビ朝日版 | 日本テレビ版 |
| ------------------------ | ------------------------------ | ------------ | ------------ |
| ダニー                   | リー・ハーコート・モンゴメリー | 池田真       | 西川和孝     |
| クリフ・カートランド     | ジョセフ・カンパネラ           | 羽佐間道夫   |              |
| ビリー・ハットフィールド | アーサー・オコンネル           | 内田稔       |              |
| ベス・ガリソン           | ローズマリー・マーフィ         | 谷育子       |              |
| イブ・ガリソン           | メレディス・バクスター         | 小山茉美     |              |
| ジョー・グリア           | カズ・ガラス                   | 中田浩二     |              |
| 警官                     | ノーマン・アルデン             | 嶋俊介       |              |
| ウィラード               | ブルース・デイヴィソン         | 古川登志夫   |              |

- 日本テレビ版：初回放送1976年7月21日『水曜ロードショー』
- テレビ朝日版：初回放送1981年3月8日『日曜洋画劇場』※BD収録